# Kostopil
Kostópil (en ucraniano Косто́піль) es una ciudad de Ucrania, perteneciente al raión de Rivne de la óblast de Rivne. Está situada a 32 kilómetros al nordeste de Rivne.
En 2022, la ciudad tenía una población de 37 899 habitantes. Desde 2020 es sede de un municipio con una población total de unos cuarenta y cinco mil habitantes, que incluye 29 pueblos como pedanías.

## Historia
Hasta 1780, Kostópil era un pequeño pueblo y una mina de hierro llamada Ostlec Wielki. En 1792, el propietario, Leonard Wortzel recibió del rey Estanislao II Poniatowski el título de ciudad para sus propiedades, incluido el derecho de poder realizar una feria anual. El magnate Wortzel vivía en la ciudad con los agricultores y judíos, y construyó varios albergues. Posteriormente cambió el nombre de la ciudad a Kostópil, según el nombre de su hija Konstantyna.
En 1890 se abrió una estación ferroviaria en la línea Rivne-Vilna y con ello se desarrollaron varias industrias agroalimentarias (molinos de harina, fábricas de aceite) ,así como una hilandería, un aserradero y una fábrica de cerillas. En 1906 un incendio destruyó gran parte de la ciudad y a partir de ahí la inmensa mayoría de los edificios se construyeron con ladrillos.
Durante la I Guerra mundial, Kostópil fue ocupada por Alemania en 1917-1918, y posteriormente pasó un periodo problemático antes de pasar a formar parte de Polonia. En 1921, la población de la ciudad era de más de 3.000 habitantes, de los cuales un 40% eran judíos. En 1925, Kostópil se convirtió en capital de un distrito y las funciones administrativas aceleraron su desarrollo. Nuevas fábricas se establecieron para trabajar la madera, vidrio, maquinaria agrícola, fábricas, etc. También se construyó una  fábrica de ladrillos y se abrieron canteras de granito y basalto.
En los años 30 ,la ciudad tenía 260 comercios, de los cuales 180 pertenecían a judíos, que controlaban también una gran parte del comercio al por mayor. La mayoría de los sastres, sombrereros, pintores y relojeros eran judíos. En 1928 los comerciantes más antiguos crearon un banco cooperativo. En diciembre de 1937 Kostópil tenía 9800 habitantes, de los cuales 3920 eran judíos.
Tras el Pacto Ribbentrop-Mólotov, en septiembre de 1939 comenzó la ocupación de la región por parte de la Unión Soviética. La Alemania Nazi ocupó Kostópil el 1 de julio de 1941. Los judíos de Kostópil primero fueron sometidos a trabajos forzados y más tarde se estableció un Judenrat (consejo judío). Posteriormente se estableció un campo de trabajos forzados en la zona oeste de la ciudad. Se confiscaron todos los objetos valiosos a los judíos y les impusieron el pago de unas tasas. El 10 de agosto de 1941, 470 judíos escogidos entre los más ricos de la ciudad, fueron llevados y ejecutados en las afueras de la ciudad. El  1 de octubre de 1941 miembros de las familias del primer grupo fueron arrestadas y trasladadas al matadero que se encontraba en las afueras de la ciudad y allí fueron ejecutados y posteriormente enterrados en fosas que habían sido cavadas previamente. El 5 de octubre de 1941 se estableció un gueto para los judíos supervivientes, metiendo a 10 o 15 judíos por cuarto, Sólo los 100 miembros del Judenrat, la policía judía y algunos judíos cuyas profesiones eran esenciales pudieron seguir viviendo fuera del gueto. El 25 de agosto de 1942 los alemanes cercaron el gueto y los supervivientes fueron trasladados al pueblo vecino de Khotinka, donde fueron exterminados.
En los campos de trabajo estalló una revuelta y algunos judíos escaparon y fueron capaz de llegar a los bosques cercanos. Sin embargo, la mayoría fueron capturados y asesinados, solo unos pocos lograron unirse a un grupo de partisanos soviéticos.
Kostópil fue liberada de la ocupación alemana por el ejército rojo el 31 de enero de 1944. Solo sobrevivieron unos 270 judíos, incluidos los que huyeron hacia el este antes del exterminio.
Hasta 2020 fue la capital del raión homónimo.

## Población
| 1989   | 2001   | 2005   |
| ------ | ------ | ------ |
| 31.610 | 30.467 | 30.186 |